# کریستین تیفرت
کریستین تیفرت (انگلیسی: Christian Tiffert؛ زادهٔ ۱۸ فوریهٔ ۱۹۸۲) بازیکن فوتبال اهل آلمان است که در پست هافبک بازی می‌کرد.
از باشگاه‌هایی که در آن بازی کرده‌است می‌توان به باشگاه فوتبال سیاتل ساندرز، باشگاه فوتبال کایزرسلاوترن، باشگاه فوتبال بوخوم، باشگاه فوتبال دویسبورگ، باشگاه فوتبال ارتسگبیرگ آئو، باشگاه فوتبال اشتوتگارت، و باشگاه فوتبال ردبول زالتسبورگ اشاره کرد.
وی همچنین در تیم‌های ملی فوتبال زیر ۲۰ سال آلمان و زیر ۲۱ سال آلمان بازی کرده‌است.